# Simon Ier de Lippe
Ne doit pas être confondu avec Simon Ier de Paderborn, parfois dit Simon de Lippe.
Simon Ier de Lippe (en all. Simon I. zur Lippe ; vers 1261 - 10 août 1344) était seigneur de Lippe de 1273 à 1344.

## Famille
Il est le fils de Bernard IV et d'Agnès de Clèves. Il est le petit-neveu de Simon Ier, évêque de Paderborn.

## Biographie
En 1302, il est vaincu dans un conflit territorial contre les évêques de Munster, Osnabrück et Paderborn ainsi que les comtes de Ravensberg et la ville de Herford. En conséquence, il a dû raser le château d'Enger (de), qui lui appartenait. La raison de ce conflit était des plaintes concernant ses prétendus raids, qui ont principalement affecté la région de l'abbaye d'Osnabrück. Une alliance a été formée entre Louis de Ravensberg (de) (évêque d'Osnabrück), son frère le comte Othon III de Ravensberg (de), les évêques de Paderborn, de Münster et la ville de Herford. Il dut d'abord s'enfermer dans son château en 1302 et fut assiégé jusqu'à ce que le bâtiment soit finalement pris. Simon Ier a été capturé et détenu dans le Bucksturm d'Osnabrück. Après un an et demi, il a été libéré. Il reçut l'ordre de raser le château.
En 1323, il agrandit le territoire en acquérant le château de Varenholz (de) et le Gogericht (de) de Langenholzhausen. Sous son règne, la seigneurie de Lippe atteint sa plus grande étendue territoriale.

## Mariage et descendance
Le 24 novembre 1276, il épousa Adélaïde de Waldeck (en), fille du junker Henri III de Waldeck (de). Leurs enfants étaient :
- Bernard (de) (1277-1341), prince évêque de Paderborn 1321-1341
- Herman († vers 1324), clerc
- Henri (de) († vers 1336), prévôt de la cathédrale de Minden et scholastre de la cathédrale de Münster
- Thierry († après le 8 septembre 1326), chevalier de l'ordre teutonique
- Simon (de) († 1334), chanoine à Münster, inhumé au monastère de Marienfeld
- Bernard V (* vers 1290 ; † avant 1365), seigneur de Lippe et de Rheda 1344–1365 ∞ Richarda von der Mark (von Saffenberg)
- Adolphe
- Mechtild († après le 9 avril 1366), ∞ vers août 1310 comte Johann II von Bentheim († 1332)
- Adelheid (1298–1324), ∞ (vers le 29 septembre 1324 ?) Hermann II d'Everstein (avant 1305–après 1350)
- Othon (* vers 1300, † vers 1360), seigneur de Lippe à Lemgo 1344–1360 ∞ Irmgard von der Mark
- Hedwig (* avant 1313; † après le 5 mars 1369), ∞ Adolf VII de Holstein-Schaumbourg († 1352)